# Кознов, Дмитрий Дмитриевич
Дмитрий Дмитриевич Кознов (род. 29 марта 1962) – актёр театра и кино, один из ведущих актёров Малого театра, театральный педагог, профессор Щепкинского училища, режиссёр, заслуженный артист России (2004), заслуженный деятель искусств Республики Алтай, заслуженный деятель искусств Удмуртской Республики.

## Биография
Родился в семье деятелей искусств. Отец – Дмитрий Георгиевич Кознов, советский и российский актёр театра, преподаватель, профессор. Мать – Ольга Васильевна Кознова, советский и российский режиссёр, сценарист, актриса.
В 1983 г. окончил Высшее театральное училище им. М. С. Щепкина (мастерская заслуженного деятеля искусств РФ Н. Н. Афонина), после чего был приглашен в труппу Государственного академического Малого театра.   По сей день является ведущим артистом театра, сыграв около 65 ролей.
В кино с 1984 года, снялся более чем в 20 фильмах и сериалах.
С 2001 года преподаёт актёрское мастерство в Высшем театральном училище (Институте) им. М.С.Щепкина. Со своими студентами поставил спектакли «Свадьба» (по произведениям А.П.Чехова), «Класс-концерт», «Недоросль» Д.И.Фонвизина. Ученики Д. Кознова, выпускники Северо-Осетинской, Горно-Алтайской и Удмуртской студий, успешно работают в театрах своих республик.

## Роли в Малом театре
- 1983 — «Мамуре» Ж. Сармана — Акробат
- 1983 — «Царь Фёдор Иоаннович» А.К. Толстого — Гонец
- 1983 — «Умные вещи» С. Маршака — Молодой слуга
- 1983 — «Ревизор» Н. Гоголя — Пуговицын
- 1984 — «Ревнивая к себе самой» Т. де Молина — Дон Луис
- 1984 — «Горе от ума» А. Грибоедова — Адъютант Скалозуба
- 1984 — «Фома Гордеев» М. Горького — Ящуров
- 1984 — «На всякого мудреца довольно простоты» А. Островского — Курчаев
- 1985 — «Умные вещи» С. Маршака — Музыкант
- 1986 — «Заговор Фиеско в Генуе» Ф. Шиллера — Слуга Фиеско
- 1986 — «Сирано де Бержерак» Э. Ростана — Кюижи
- 1986 — «Ревизор» Н. Гоголя — Люлюков
- 1986 — «Из воспоминаний идеалиста» А. Чехова — Ногтев
- 1986 — «Сирано де Бержерак» Э. Ростана — Бельроз
- 1986 — «Конек-горбунок» П. Ершова — Данила
- 1986 — «Утренняя фея» А. Касона — Квико
- 1986 — «Человек, который смеётся» В. Гюго — 2-й полицейский
- 1987 — «Конек-горбунок» П. Ершова — 1-й стражник
- 1987 — «Доходное место» А. Островского — 2-й чиновник
- 1987 — «Сирано де Бержерак» Э. Ростана — Мушкетёр
- 1987 — «Недоросль» Д. Фонвизина — Милон
- 1987 — «Игра» Ю. Бондарева — Нечуралов
- 1987 — «Горе от ума» А. Грибоедова — Скалозуб
- 1988 — «Человек, который смеётся» В. Гюго — Лорд Ормонд
- 1988 — «Царь Фёдор Иоаннович» А.К. Толстого — Федюк Старков
- 1988 — «Вишневый сад» А. Чехова — Яша
- 1989 — «Сказки Голливуда» К. Хэмптона — Хэл
- 1990 — «Царь Фёдор Иоаннович» А.К. Толстого — Князь Хворостинин
- 1990 — «Князь Серебряный» А.К. Толстого — Петр
- 1990 — «Мещанин во дворянстве» Ж.Б. Мольера — Портной
- 1992 — «Горячее сердце» А. Островского — Сидоренко
- 1993 — «Князь Серебряный» А.К. Толстого — Кирилл
- 1993 — «Царь Фёдор Иоаннович» А.К. Толстого — Князь Андрей
- 1993 — «Царь Петр и Алексей» Ф. Горенштейна — Австрийский офицер
- 1995 — «Пир победителей» Ю. Бондарева — Лихарев
- 1995 — «Недоросль» Д. Фонвизина — Скотинин
- 1995 — «Снежная королева» Е. Шварца — Северный олень
- 1996 — «Царь Борис» А.К. Толстого, режиссёр В. Бейлис — Челибей
- 1996 — «Волки и овцы» А. Островского — Павлин
- 1996 — «Царь Фёдор Иоаннович» А.К. Толстого — Князь Туренин
- 1997 — «Царь Фёдор Иоаннович» А.К. Толстого — Слуга Бориса
- 1998 — «Бешеные деньги» А. Островского — Василий, камердинер Василькова
- 1998 — «Воскресение» Л. Толстого — Надзиратель
- 1999 — «Воскресение» Л. Толстого — Рогожинский, Чарский
- 1999 — «Король Густав Васа» А.Стриндберга — Йоран Персон
- 1999 — «Сказка о царе Салтане» А.С. Пушкина, режиссёр В. Иванов — Царь Салтан
- 2000 — «Горе от ума» А. Грибоедова — Горич
- 2001 — «Пучина» А. Островского — 1-й купец
- 2002 — «Не было ни гроша, да вдруг алтын» А. Островского — Разновесов
- 2004 — «Делец» О.Бальзака — Гуляр
- 2005 — «День на день не приходится» А. Островского, режиссёр А.В. Коршунов — Тит Титыч Брусков
- 2005 — «Пучина» А. Островского, режиссёр А.В. Коршунов — Пуд Кузьмич Боровцов
- 2005 — «Смерть Тарелкина» А.В.Сухово-Кобылина, режиссёр В.Е. Федоров — Флегонт Егорович Попугайчиков, купец
- 2006 — «Бешеные деньги» А. Островского — Васильков
- 2006 — «Бедность не порок» А. Островского, режиссёр А.В. Коршунов — Гордей Карпыч Торцов
- 2007 — «Дмитрий Самозванец и Василий Шуйский» А. Островского, режиссёр В. Драгунов — Иван, калачник
- 2009 — «Не было ни гроша, да вдруг алтын» А. Островского — Истукарий Лупыч Епишкин
- 2014 — «Золушка» Е. Шварца, режиссёр В.Н.Иванов — Лесничий
- 2018 — «Смута. 1609-1611 гг.» В. Мединского, режиссёр В. Бейлис — Колдырев-старший
- 2018 — «Государственный переворот» С.Рыбаса и Е.Рыбас — Родзянко
- 2019 — «Перед заходом солнца» Г.Гауптмана — Гюнтер
- 2019 — «Красавец мужчина» А. Островского — Лотохин
- 2022 — «Подснежники для королевы» — Январь
- 2024 — «В чужом пиру похмелье» А. Островского — Тит Титыч Брусков

## Фильмография
- 2011 — Адвокат-8, 15-я серия «Кукловод» — Вениамин Афиногенов
- 2009 — Исаев, Часть 2 «Пароль не нужен» — Николай Меркулов
- 2007 — Погоня за ангелом — водитель фуры
- 2006 — Моя Пречистенка — Головлев, купец
- 2005 — Хиромант — хирург в больнице
- 2005 — Побег — Дмитрий Костровой
- 2005 — Охота на асфальте — эпизод
- 2004 — Богатство — капитан корабля "Сунгари"
- 2004 — Близнецы | Эгизаклар (Фильм 2 «Проценты кровью») — Глеб Михеев, брат Афанасия, моряк
- 2003 — Бедная Настя — одноглазый цыган
- 2003 — Северный сфинкс — отец Фотий
- 1994 — Ручка, ножка, огуречик... (фильм-спектакль) — преследователь
- 1992 — Роковые яйца (фильм-спектакль) — Пётр Степанович Иванов / приват-доцент Иванов / репортер / иностранец / сотрудник ГПУ / совхозный шофёр
- 1989 — Доколе буду жив... (фильм-спектакль) — Дмитревский
- 1988 — Радости земные — эпизод
- 1987 — Мастер (документальный) — кот Бегемот /поэт Иван Бездомный
- 1986 — Революцией призванный, 1-4 серии (фильм-спектакль) — эпизод
- 1986 — Дождь будет (фильм-спектакль) — колхозник, сын Егорова
- 1985 — Город над головой, 2-я серия — эпизод
- 1984 — Михайло Ломоносов, 3-я серия «От недр своих» — Степан Крашенинников
- 1984 — Жизнь и книги Александра Грина (фильм-спектакль) — Бутлер, старпом